# ドゥルヴァーサス

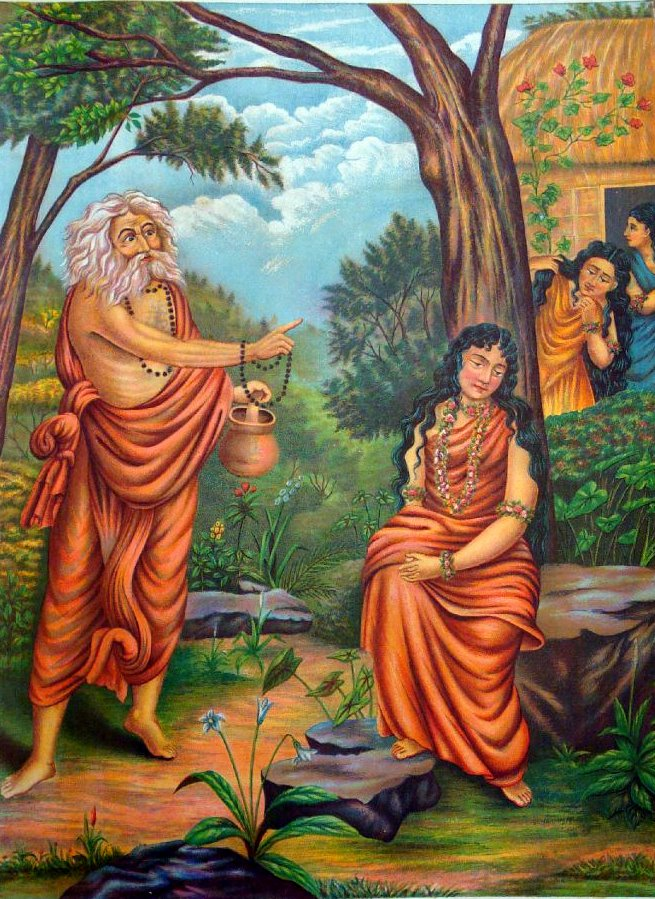
ドゥルヴァーサスとシャクンタラー

ドゥルヴァーサス（サンスクリット: दुर्वासस् Durvāsas）は古代インドの伝説上のリシ。非常に強力な呪力を持つが、短気で怒りやすい人物と伝えられ、さまざまなインド文学作品において事件を引き起こしている。名前はドゥルヴァーサ（दुर्वास Durvāsa）とも。

## 生誕
ドゥルヴァーサスの生誕について、『マールカンデーヤ・プラーナ』16-17章に述べるところによると、あるバラモンが前生の罪によって重い病気にかかっていたが、貞節な妻は夫を背負ってどこへでも連れていった。しかし道中に夫はマーンダヴィヤというリシを怒らせ、マーンダヴィヤは彼が翌朝の日の出の時に死ぬ呪いをかけた。それに対して妻は日が出ないように呪ったために世界が混乱に陥った。神々は困ってリシのアトリの妻のアナスーヤーに頼み、アナスーヤーはバラモンの妻を説得して呪いを取り下げさせることに成功した。喜んだ神々はアナスーヤーに褒美を与えることにした。アナスーヤーはブラフマー・ヴィシュヌ・シヴァ3神の一部が自分の子として生まれ変わることを望んだ。ブラフマーはソーマ、ヴィシュヌはダッタ（ダッタートレーヤ）、シヴァはドゥルヴァーサスとして生まれ変わった。
ドゥルヴァーサスをシヴァの一部とすることは『ヴィシュヌ・プラーナ』他にも見られる。

## 乳海攪拌
乳海攪拌の逸話は『ラーマーヤナ』や『マハーバーラタ』にも見えているが、『ヴィシュヌ・プラーナ』1.9他によればドゥルヴァーサスの呪いが原因で起きたとされる。それによると、ドゥルヴァーサスはインドラに花輪を捧げ、インドラはそれを乗っていた象のアイラーヴァタの頭上に置いたが、アイラーヴァタは鼻で花輪を地面に投げ捨ててしまった。それを見たドゥルヴァーサスが怒ってインドラを呪ったため、神々はその能力を失い、アスラたちに負けそうになった。力を取りもどすために必要なアムリタを得るために実行したのが乳海攪拌である。

## ラクシュマナの死
ドゥルヴァーサスはラクシュマナの死の間接的な原因になった。『ラーマーヤナ』巻7において、ラーマのもとをヤマが訪れた。ふたりだけで秘密の話をするので立ち聞きする者は死なねばならないと言われて弟のラクシュマナは外に出た。そこへドゥルヴァーサスがラーマに面会に来たが、ラクシュマナは面会を拒んだ。ドゥルヴァーサスはただちにラーマに会えなければ王国を呪うと脅した。王国が呪われるよりは自分ひとりが死んだ方がましであると考えたラクシュマナはドゥルヴァーサスの到着をラーマに告げた。その後ラクシュマナは死んで天上に上げられた。

## マハーバーラタ
『マハーバーラタ』ではさまざまな事件にドゥルヴァーサスがかかわっている。

### シュヴェータキ
巻1によると、シュヴェータキ王は百年続く祭儀を行おうとしたが実行できる祭官がいなかった。シュヴェータキが自らカイラーサ山に赴いて苦行をすると、シヴァ神が彼を祝福し、ドゥルヴァーサスに命じて祭儀を実行させた。シュヴェータキは没後に天上に上った。

### クンティー
巻1によると、ヤドゥ族のシューラ王の娘プリターはその親戚のクンティボージャの養女となったためにクンティーとも呼ばれた。ドゥルヴァーサスは彼女を気に入り、どんな神でも呼び出してその子を生むことができるマントラを教えた。少女時代のクンティーは興味半分に太陽神スーリヤを呼び出して子を生んだが、家族に知られることを恐れて棄てた。これが後のカルナである。
成長したクンティーはクル国王のパーンドゥの妃になったが、パーンドゥ王は女性と交わると死ぬ呪いをかけられてしまった。そこでクンティーはふたたびドゥルヴァーサスに教わったマントラを使用し、ダルマを呼び出してユディシュティラを、ヴァーユを呼び出してビーマを、インドラを呼び出してアルジュナを生んだ。こうしてクンティーはパーンダヴァ5人兄弟のうち3人の母となった。

### パーンダヴァ
巻3でドゥルヨーダナは森に棲むパーンダヴァ兄弟を破滅させるためにドゥルヴァーサスを送りこんだ。ドゥルヴァーサスは1万人の弟子を連れて森を訪れた。ユディシュティラは丁重に出迎えたが、彼らに提供する食物はなかった。しかしドゥルヴァーサスの弟子たちは沐浴を終えると自分たちが満腹であることに気づいて顔を見合わせ、パーンダヴァの持つ神通力を恐れて逃げ去った。

### ムドガラ
巻3によると、クルクシェートラのムドガラという聖仙は食物をほとんど取らない苦行を行っていた。そこへドゥルヴァーサスがやってきて食物を要求した。ムドガラは彼を丁重に扱ったが、ドゥルヴァーサスは食物を平らげると残飯を彼の体に塗りつけた。そのようなことが6回にわたったが、ムドガラが怒ることはなかった。ドゥルヴァーサスはムドガラを讃え、生身のまま天上に昇ることができる祝福を与えた。鳥に運ばれる天上の車（ヴィマーナ）が天から降りてきてムドガラを天上へと上げた。

### クリシュナ
巻13によると、あるときドゥルヴァーサスはクリシュナとルクミニー夫妻の許に長期滞在した。夫妻は懇切に彼を世話した。あるときドゥルヴァーサスはクリシュナに対してパーヤサ（乳粥）を体に塗るように命じた。クリシュナはその通りにした。ルクミニーにも粥を塗り、馬のかわりに馬車につないで走らせたが、クリシュナ夫妻は文句を言わなかった。ドゥルヴァーサスはクリシュナが怒らないのを見て夫妻に祝福を授けた。クリシュナに対しては粥を塗った箇所が原因で死ぬことはないとしたが、クリシュナは足に粥を塗っていなかった。巻16において森で瞑想中のクリシュナはジャラという狩人に鹿とまちがわれ、足を矢で射られて死んでいる。

## シャクンタラー
カーリダーサ『シャクンタラー』では、シャクンタラーがドゥフシャンタ王を思って上の空であったことが原因でドゥルヴァーサスに礼を失してしまう。怒ったドゥルヴァーサスの呪いによってドゥフシャンタはシャクンタラーのことを忘れてしまう。

## アンバリーシャ

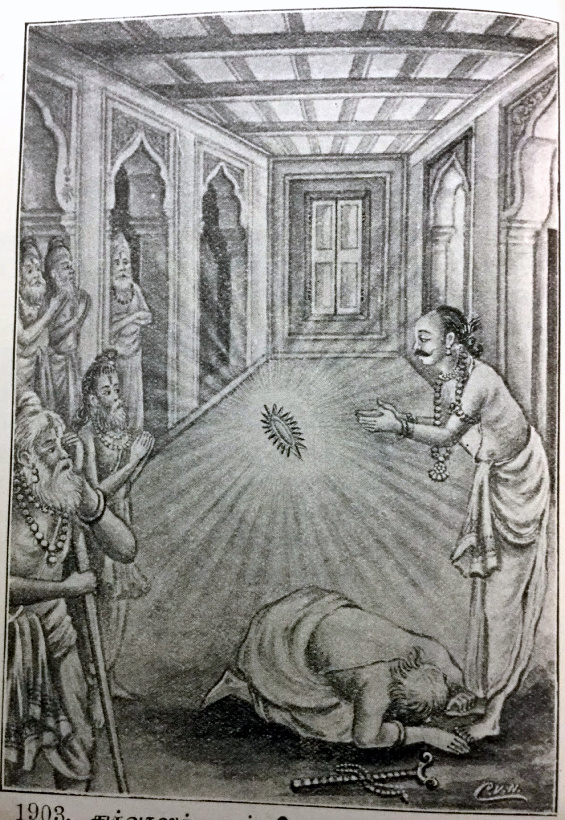
アンバリーシャに許しを請うドゥルヴァーサス

『バーガヴァタ・プラーナ』9.4によると、アンバリーシャ王 (Ambarisha) はヴィシュヌの加護を受けていた。彼は1年の間断食を行っていたが、断食明けにドゥルヴァーサスが訪れた。ドゥルヴァーサスが沐浴している間に断食の期間は終わり、王は水のみを飲んで待っていたが、帰ってきたドゥルヴァーサスはアンバリーシャが水を飲んだのを見て怒り、魔物にアンバリーシャを襲わせた。しかしアンバリーシャはヴィシュヌから授かったチャクラ (Sudarshana Chakra) で魔物を倒し、逆にドゥルヴァーサがチャクラに追われる羽目に陥った。最終的にドゥルヴァーサスはアンバリーシャに謝罪した。